# 索尔·珀尔马特
索尔·珀尔马特（英語：Saul Perlmutter，1959年9月22日—），美国天体物理学家，劳伦斯伯克利国家实验室、伯克利加州大学教授，美国国家科学院院士。2003年獲选为美国科学进步协会会员。
2011年，珀爾馬特獲諾貝爾物理學獎一半獎項，另一半獎項由布莱恩·施密特與亚当·里斯共同獲得，以表揚他們「透過觀測遙遠超新星而發現宇宙加速膨脹」。
因「基礎性地發現與探索中微子震盪，顯示出超越粒子物理學標準模型的新領域」，施密特、里斯與高紅移超新星搜索隊成員、珀尔马特與超新星宇宙學計畫實驗團隊共同榮獲2015年基礎物理學突破獎。
珀爾穆特自2021年起擔任美國總統科技顧問委員會（PCAST）委員。

## 家庭
索尔·珀尔马特生于一个知识分子家庭。父亲是宾夕法尼亚大学化学和生物分子工程名誉教授丹尼尔·D·珀尔马特(Daniel D. Perlmutter)，母亲是坦普尔大学社会管理学院名誉教授费利斯·D·珀尔马特（Felice (Feige) D. Perlmutter，娘家姓为“Davidson”）。他的外祖父萨缪尔·戴维森（1903-1989）是意第绪语教师，于1919年从比萨拉比亚(今摩尔多瓦境内)小镇弗洛雷什蒂移居加拿大，后与妻子哈伊卡·纽曼迁居纽约。
其德语姓氏“Perlmutter”相当于英文“perl mother”，意即“珍珠之母”。

## 早期经历
珀尔马特1981年毕业于哈佛大学并获优等毕业生奖，1986年在伯克利加州大学取得博士学位。珀尔马特的博士论文选题是在理查德·A·穆勒的指导下搜寻候选的太阳伴星。

## 工作
珀尔马特是劳伦斯伯克利国家实验室超新星宇宙学项目的负责人。该小队与高红移超新星搜寻队一起找到了宇宙加速膨胀的证据。他还是超新星/膨胀加速探测项目的主要研究者之一。
他还参与了旨在搜集与分析全球变暖数据的伯克利地表温度计划。
珀尔马特现在任教于伯克利加州大学。

## 家庭
他有一姐一妹。姐姐希拉（Shira Perlmutter）生于1956年，是1名律师；妹妹托瓦（Tova Perlmutter）生于1966年，是1名社会工作者。
他的妻子劳拉·尼尔森（Laura Nelson）曾任东湾加州大学人类学教授，現任加州大學伯克利分校性別與婦女研究副教授，两人育有一女，名為Noa。

## 流行文化
珀尔马特曾在《生活大爆炸》中出场。他一共出现2集，在“The Speckerman Recurrence”一集中亲自登场，而在名为“The Rhinitis Revelation”的另一集中只是被主角提及。